# ¡Oye, Arnold! La película
¡Oye Arnold! La película es una película animada basada en la serie animada de Nickelodeon ¡Oye Arnold!, estrenada en el año 2002. En esta película, Helga finalmente revela su amor secreto por Arnold, como había sido prometido por el creador de la serie, Craig Bartlett. La película fue pensada originalmente como un episodio de televisión llamado «Arnold Saves the Neighborhood», pero se decidió finalmente realizarlo como película.

## Argumento
La película comienza en un plano donde se enfoca el vecindario, donde se ve a todos los adultos y niños en un momento de paz, hasta que todo es interrumpido por una sede de demolición que por alguna extraña razón está demoliendo algunas casas del vecindario. Al llegar a casa luego de un juego de baloncesto, Arnold Shortman y su mejor amigo Gerald Johanssen se reúnen junto a los demás vecinos al ver un anuncio de la alcaldesa, quien dio la aprobación de que Alphonse Perrier de Von Scheck, presidente de Industrias Futuro (FTI) destruya el vecindario para transformarlo en un lujoso centro comercial. Ante el anuncio, todos los lugarientes se niegan a permitir que su vecindario sea demolido. Arnold por su puesto anima a todos a protestar contra Industrias Futuro, pero justo en ese momento Helga Pataki los espía, y como es típico, comienza a insultar y a la vez a expresar su amor por Arnold. Al llegar a casa Helga se entera de que su padre, Big Bob Pataky, está trabajando con Industrias Futuro para construir una nueva sede de su tienda de beepers en el futuro centro comercial. Ella finalmente se pone en un dilema ya que por un lado intenta apoyar a su padre ya que se convence de que heredará en última instancia el famoso imperio de localizadores, aunque por otro lado duda en hacerlo debido a su amor por Arnold.
Al día siguiente, justo frente a la casa de Arnold se coloca un anuncio de que el vecindario será demolido en 30 días, por lo que Arnold organiza una manifestación contra FTI realizando una gran fiesta en todo el vecindario llamada "Blockapalozoola". Cuando parecía que estaba funcionando la policía irrumpe en la fiesta y la cancela, debido a que Scheck hizo arreglos para que las autoridades estuvieran de su lado y de paso la abuela de Arnold, Gertie Shortman es arrestada y la manifestación es declarada ilegal. El fracaso alienta a muchos de los vecinos de Arnold a darse por vencidos y vender sus casas a FTI. A medida que los residentes comienzan a empacar sus pertenencias, el abuelo de Arnold Phil Shortman le cuenta la historia de "La Guerra de Los Tomates", una importante batalla de la guerra de independencia librada en la ciudad, en la cual los habitantes del vecindario se opusieron ante el líder colonial Archivaldo Von Scheck (quien era un antepasado de Scheck) y que al final los habitantes ganaron la guerra usando tomates como armas debido a que eran muy duros. Arnold se da cuenta de que el vecindario tenía que haber sido declarado un lugar histórico después de la guerra, asegurando efectivamente su preservación, lo que significa que deben haber hecho un documento que declare que el vecindario es un lugar histórico, por lo que Arnold tiene como objetivo buscar ese documento. Luego toda la conversación fue escuchada por Helga, mientras que esta última al llegar a casa ve como su padre firma el contrato de Scheck, lo que la hace tener más dudas en seguir apoyandolo.
Al día siguiente, Arnold y Gerald van a la oficina del señor Bailey de la oficina general de información, para que los ayude, pero este último tercamente se niega ayudarlos, hasta que Arnold le convence rápidamente debido a que también demoleran la tienda de rosquillas Dollys, y aunque el señor Bailey los ayuda, la computadora no pudo encontrar la información del documento, aun así el Señor Bailey les da la información sobre el forense de la ciudad, quien es un aficionado de la historia, ya que tiene todo tipo de registros históricos, por lo que Arnold y Gerald conocen al forense y a pesar de ser alguien extraño, logra darle a Arnold y Gerald la información sobre el documento y su paradero: resulta que el documento fue comprado en una subasta hace 5 años, aunque no encontró la información del comprador, pudo darles su ubicación.
Al parecer la persona que compró el documento esta en la península en la dirección 66613, pero cuando Arnold y Gerald llegan allá, quedan perplejos debido a que el sitio es la sede principal de Industrias Futuro, lo que los deja confundidos al ver que ellos tienen el documento. Al entrar al edificio, Arnold y Gerald intentan hablar con el Señor Scheck pero el guardia no los deja entrar y terminan colandose, aunque inmediatamente son capturados y llevados con el mismo Scheck en su oficina. Arnold le pregunta sobre el documento que impide la demolición, Scheck queda perplejo con esa pregunta diciéndole que no tiene idea de donde está, pero Gerald no le cree y Scheck llama a seguridad, haciendo que Arnold y Gerald sean echados del edificio. Rato después, Scheck habla con Nick Vermicelli exigiéndole que tenga vigilado a Arnold.
A medida que se acerca la fecha límite, Arnold recibe una misteriosa llamada de alguien llamado "Voz Ronca" que le informa a Arnold que Scheck está mintiendo y que el documento está guardado en su oficina, y les explica que Nick Vermicelli tiene la llave de su caja fuerte. Días más tarde, Arnold y Gerald conocen a Bridget una espía que trabaja en equipos especiales. Ella les da equipo de espías para que puedan cumplir su misión de robar el documento.
Esa noche, Arnold y Gerald siguen a Nick Vermicelli a un restaurante en el que casi son atrapados, pero afortunadamente logran que no los descubran. Mientras tanto, Phil y los inquilinos tratan de idear un plan de respaldo en caso de que Arnold falle. El plan es llenar los túneles de drenaje pluvial debajo de su calle con explosivos para detener el equipo de construcción de FTI. De otro lado, Arnold y Gerald siguen a Nick hasta su casa esperando hasta que se duerma y tras varios minutos Nick logra dormirse y de paso Arnold logra entrar y robar la llave. Mientras tanto, Big Bob al analizar más de cerca el contrato logra leer las letras pequeñas, descubriendo que el contrato que firmó dice que Scheck tendría el 51% de su compañía en contubernio de Nick con Scheck, lo que hace que este último fuera a casa de Nick y le reclama por haberlo engañado, provocando una feroz pelea hasta que Nick se las arregla para dejar noqueado a Big Bob. Luego descubre que no tiene la llave y se lo comunica a Scheck.  
De otra parte, Arnold y Gerald entran a la oficina de Scheck y acceden a la enorme cajonera, solo para descubrir que el cajón donde estaba el documento está vacío. De inmediato Scheck aparece detrás de ellos con el documento en la mano. Él revela que su antepasado, el oficial mercenario Hessiano Archivaldo Von Scheck, fue humillado en "La Guerra de Los Tomates" por los colonos, entre ellos, ancestros de Phil y Arnold, y que durante años, el planeó vengar a sus antepasados al demoler el vecindario y reemplazarlo con un enorme edificio con su nombre en él. Luego quema el documento delante de ellos para asegurarse de que sus planes no continúen, antes de llamar a sus guardias para deshacerse de Arnold y Gerald. Ambos logran escapar y Gerald distrae a los guardias mientras Arnold busca una salida. Al rato, Arnold llega al estacionamiento, quedando muy deprimido al creer que han fallado, hasta que "Voz Ronca" lo llama y le aconseja a Arnold que no se de por vencido. Durante la llamada, Arnold recuerda que había una cámara que grabó a Scheck quemando el documento, por lo que Voz Ronca le aconseja que tome la cinta donde se ve a Scheck quemando el documento, Arnold continua con su misión al ver que aún hay esperanza.
Inmediatamente, Arnold logra entrar al cuarto de grabación y obtiene la cinta donde se ve a Scheck quemando el documento y cuando Scheck llega a su oficina, observa que Arnold está obteniendo la cinta, por lo que activa la alarma de intrusión y llama a sus guardias. Arnold logra esconderse en un ducto de ventilación y en ese momento Voz Ronca vuelve a llamar a Arnold, para avisarle que hay más guardias por todo el edificio. Arnold ve que Voz Ronca esta cerca suyo, y se acerca lentamente para ver quien es, y  descubre que "Voz Ronca" es Helga, le pregunta por qué decidió ayudarlo en lugar de estar del lado de su padre. Helga tras todo su infortunio le confiesa a regañadientes su amor por Arnold y lo besa dejándolo sorprendido. Helga y Arnold escapan del edificio y se encuentran con Gerald en un autobús, convenciendo al conductor Murray, que es un amargado veterano de guerra, de que acelere el vehículo al darse cuenta de que Mona, su exnovia vive en el mismo vecindario. De otro lado, Scheck persigue a Arnold, Gerald y Helga por toda la ciudad y de paso le exige a Nick que derribe el puente donde ellos se estaban movilizando, pese a que Nick le dice a Scheck que podrían ser condenados a cadena perpetua si lo derriban. A pesar de varias colisiones cercanas y que Murray quedó inconsciente al volante tras un golpe, los niños finalmente salen ilesos del accidente mientras Gertie, quien logró escapar de la cárcel, aborda una de las máquinas demoledoras y con ella hace volcar a las demás. Al amanecer, la alcaldesa Dixie llega al lugar, junto con la policía y un equipo de noticias. 
Luego Arnold y Bridget proyectan en la pantalla gigante colocada frente a la casa de Arnold, el video de Scheck quemando el documento, haciendo que la alcaldesa Dixie declare oficialmente el vecindario como un sitio histórico que nunca será demolido. Al rato, Scheck llega en su auto exigiendo saber por qué la demolición no ha comenzado. Él ve las imágenes de él mismo quemando el documento en la pantalla y se dispone a irse antes de que el vecindario intente agredirlo. Gertie, con lujo de habilidad le quitó las ruedas de su automóvil, y Scheck es detenido inmediatamente. Luego Big Bob atrapa a Nick, quien trata de hacer las pases con el pero le da un puñetazo, en venganza por lo ocurrido la noche anterior.
Luego Harold inadvertidamente se sienta en el detonador que enciende los explosivos de Phil, que al final quedaron plantados bajo el edificio de la pantalla de Scheck quedando destruida. Helga niega haber amado a Arnold, alegando que dijo esas cosas en "el calor del momento". Arnold, poco convencido, trata de aceptarlo volviendo todo a la normalidad.

## Videojuegos
THQ lanzó el videojuego Hey Arnold!: The Movie solo para la Game Boy Advance. El juego consiste en 5 mundos, con 4 niveles cada uno (cada uno incluye un jefe en el cuarto nivel) y el jugador puede jugar como Arnold, Gerald, el abuelo y la abuela. Helga es jugable solo con un código de trucos que se desbloquea al obtener todas las cebollas de todos niveles que están escondidas en ciertas zonas, los jefes también dan las cebollas al derrotarles.

## Reparto
| Personaje                     | Actor Original (EE. UU.) | Actor de voz (Hispanoamérica) |
| ----------------------------- | ------------------------ | ----------------------------- |
| Arnold                        | Spencer Klein            | Enzo Fortuny Romero           |
| Helga G. Pataki               | Francesca Marie Smith    | Christine Byrd                |
| Voz ronca                     | Francesca Marie Smith    | Salvador Delgado              |
| Gerald Johanssen              | Jamil Walker Smith       | Gabriel Ramos                 |
| Abuelo Phil                   | Dan Castellaneta         | Gabriel Chávez                |
| Abuela Gertie                 | Tress MacNeille          | Eugenia Avendaño              |
| Alfonse Perrier de von Scheck | Paul Sorvino             | Jorge Santos                  |
| Bridget                       | Jennifer Jason Leigh     | Adriana Casas                 |
| Forense                       | Christopher Lloyd        | Jorge Ornelas                 |
| Sr. Bailey                    | Vincent Schiavelli       | Miguel Ángel Sanromán         |
| Big Bob Pataki                | Maurice Lamarche         | Mario Sauret                  |
| Miriam Pataki                 | Kath Soucie              | Irma Carmona                  |
| Nick Vermicelli               | Dan Castellaneta         | José Arenas                   |
| Stinky Peterson               | Christopher P. Walberg   | Carlos Enrique Bonilla        |
| Sid                           | Sam Gifaldi              | Socorro de la Campa           |
| Harold Berman                 | Justin Shenkarow         | Fernando Bonilla              |
| Eugene Horowitz               | Blake McIver Ewing       | Alfredo Leal                  |
| Eugene Horowitz               | Blake McIver Ewing       | Gabriela Vega (canción)       |
| Rhonda Wellington Lloyd       | Olivia Hack              | Ana Lucía Ramos               |
| Phoebe Heyerdahl              | Anndi McAfee             | Rossy Aguirre                 |
| Sr. Marty Green               | James Keane              | Gerardo Vázquez               |
| Sra. Vitello                  | Elizabeth Ashley         | Ángeles Bravo                 |
| Ray Doppel                    | Michael Levin            | Rubén Cerda                   |
| Oskar Kokoschka               | Steve Viksten            | Daniel Abundis                |
| Ernie Potts                   | Dom Irrera               | Tito Reséndiz                 |
| Sr. Hyunh                     | Baoan Coleman            | Alfredo Lara                  |
| Reportera                     | Kath Soucie              | Elena Ramírez                 |
| Murray                        | Dan Castellaneta         | Luis Alfonso Padilla          |
| Mona                          | Kath Soucie              | Diana Pérez                   |
| El señor de los helados       | Dan Castellaneta         | Gustavo Melgarejo             |
| Alcaldesa Dixie               | Tress MacNeille          | Irene Jiménez                 |

## Estreno
El primer tráiler se estrenó en cines en diciembre de 2001 con Jimmy Neutron: Boy Genius. Un segundo tráiler compuesto por nueva animación debutó durante los Kids Choice Awards 2002. Mostraron segmentos en Nickelodeon llamados "Backyard Players" donde los niños jugaban a ser Arnold, Gerald y Helga y actuaban escenas de la película. Se realizó un concurso para que un afortunado ganador fuera Arnold por un día e ir al estreno de la película. La canción   "2-Way" de Lil' Romeo se utilizó para ayudar a promocionar la película y suena durante los créditos finales de la película.
Hey Arnold!: The Movie fue el primer largometraje animado de Nickelodeon en recibir una clasificación de PG de la Motion Picture Association of America (MPAA) por elementos temáticos.[cita requerida]

### Taquilla
La película, que se estrenó el 28 de junio de 2002 en Estados Unidos, recaudó más de 15 millones de dólares en todo el mundo con un presupuesto de entre 3 y 4 millones. La película recaudó 5,7 millones de dólares, con un promedio de 2258 dólares en 2527 salas de cine, y se ubicó en el puesto número 6 del fin de semana. Cayó un 65% en su segundo fin de semana, recaudando 2 millones de dólares, cayendo al puesto número 14, con un promedio de 793 dólares en 2534 salas de cine, y llevando el total de 10 días a 10,7 millones de dólares. En su tercer fin de semana, cayó otro 70%, recaudando $610,028, cayendo al puesto #20, promediando $302 en 2,021 salas, y llevando el total de 17 días a $12.6 millones. La película se estrenó el 8 de agosto de 2011. 22 de diciembre de 2002, recaudando un total de 13,7 millones de dólares en los EE. UU. y 1,5 millones de dólares a nivel internacional.

### Medios domésticos
Hey Arnold!: The Movie fue lanzada en VHS y DVD el 31 de diciembre de 2002 por Paramount Home Entertainment. La película se estrenó en Blu-ray el 15 de febrero de 2022.

## Recepción
En Rotten Tomatoes la película tiene un índice de aprobación de 29% basado en 78 reseñas, con una calificación promedio de 4.6/10. El consenso crítico del sitio web dice:"Insulsa, poco original y sin el ingenio de la serie de televisión, Hey Arnold! es una caricatura de 30 minutos que se extiende más allá de su duración". Metacritic le asignó a la película una puntuación media ponderada de 47 sobre 100 basada en 23 críticos, lo que indica "críticas mixtas o promedio". Las audiencias encuestadas por CinemaScore le dieron a la película una calificación promedio de "B+" en una escala de A+ a F.